# ГАЗ-55
ГАЗ-55 (М-55) — советский санитарный автомобиль на шасси грузовика ГАЗ-ММ. В течение 1938—1950 гг. на автобусном производстве ГАЗа (с 1946 — ГЗА) было произведено 12044 санитарных автомобиля ГАЗ-55.

## История создания и конструкция
Накопленный в РККА к середине 30-х опыт эксплуатации грузовых автомобилей ГАЗ-АА и ЗИС-5 выявил их полную непригодность для вывоза с поля боя раненых, особенно в тяжелой форме. Поэтому к 1938 году на ГАЗе под руководством конструктора Ю.Н. Сорочкина, была завершена разработка конструкции специального санитарного автомобиля. Его задняя ось была подвешена на более мягких удлиненных рессорах и четырёх гидроамортизаторах рычажного типа. Машина получила индекс ГАЗ-55 (армейский индекс М-55).
В её салоне можно было перевозить либо четырёх лежачих на носилках и двух сидевших на откидных сидениях, либо двоих на подвешенных носилках и пятерых на откидных сидениях. В санитарном отделении был установлен калорифер для обогрева и смонтирована система вентиляции, задние колеса получили крылья с отбортовкой по арке.
Серийное производство было организовано в 1938 году на Горьковском автосборочном заводе (с 1940 года — автобусный филиал ГАЗа). В 1942 году конструкцию машины значительно упростили. Передние крылья делали уже не методом глубокой штамповки, а также как на ГАЗ-ММ-В гнули из плоского листа, аналогично выполняли и задние брызговики. На ГАЗ-55 выпуска 1943 года устанавливалась только левая фара, передние тормоза отсутствовали.
Производство ГАЗ-55 продолжалось и после войны (с 1946 года — на ставшем самостоятельным Горьковском автобусном заводе — ГЗА). Снят с производства в конце 1950 года, уступив место аналогичному санитарному автомобилю ГЗА-653, но уже на базе ГАЗ-51.

## Применение
Автомобиль хорошо зарекомендовал себя на фронтовых дорогах. В отличие от стандартных грузовиков, также применявшихся для вывоза раненных, ГАЗ-55 плавно, без подскоков и виляний преодолевал разбитые фронтовые дороги. Его не так сильно трясло на кочках и ямах, значительно меньше раскачивало на ухабах. При помощи ГАЗ-55 с полей сражений в госпитали было эвакуировано значительное количество раненых военнослужащих, тем самым спасено много жизней. У фронтовиков ГАЗ-55 заслужил прозвище «фронтовая неотложка».

## Сохранившиеся экземпляры

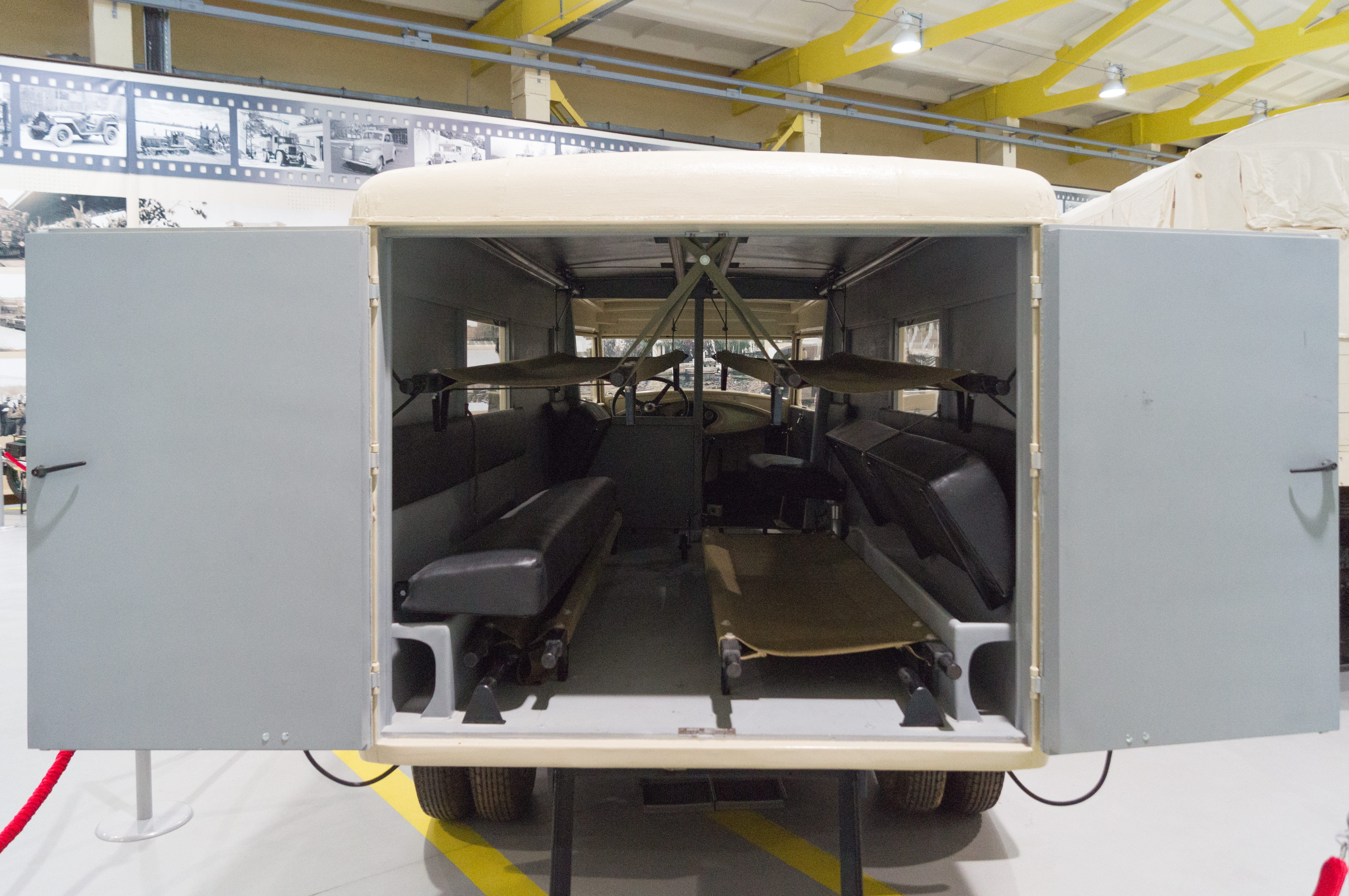
Салон ГАЗ-55. Музейный комплекс УГМК

Вопреки распространенному мнению, что один из автомобилей ГАЗ-55 представлен в экспозиции музея на Поклонной горе (Москва), этот автомобиль не имеет ничего общего с ГАЗ-55 и является санитарным автомобилем на базе ГАЗ-А, изготовленным на Горьковском автозаводе.
На данный момент не известно ни про один уцелевший экземпляр. В музее УГМК находится реплика, воссозданная по фронтовым фотографиям в Музее автомобильной техники УГМК в Верхней Пышме.
Полностью отреставрированный санитарный автомобиль ГАЗ-55 был представлен как экспонат в 2024 году в Музее отечественной военной истории в Падиково (Истринский район Московской области).